# Chaotic Wonderland
| Đánh giá chuyên môn | Đánh giá chuyên môn |
| Nguồn đánh giá      | Nguồn đánh giá      |
| Nguồn               | Đánh giá            |
| ------------------- | ------------------- |
| AllMusic            | [ 2 ]               |

Chaotic Wonderland là đĩa mở rộng tiếng Nhật đầu tiên của nhóm nhạc nam Hàn Quốc Tomorrow X Together. Nó được phát hành bởi Big Hit Music và Universal Music Japan vào ngày 10 tháng 11 năm 2021. Về mặt chủ đề, nó tiếp nối album trước The Chaos Chapter: Freeze, phát hành vào tháng 5 năm 2021. EP bao gồm hai bản tiếng Nhật của các bản phát hành trước tại Hàn Quốc, đĩa đơn tiếng Anh đầu tiên "Magic" và một bài hát gốc tiếng Nhật "Ito".

## Bối cảnh
TXT bắt đầu năm 2021 bằng việc phát hành album phòng thu tiếng Nhật đầu tiên Still Dreaming vào ngày 20 tháng 1, đánh dấu sự kết thúc của chuỗi The Dream Chapter. Sau đó, vào tháng 5 năm 2021, họ bắt đầu The Chaos Chapter với việc phát hành album phòng thu tiếng Hàn thứ hai mang tên The Chaos Chapter: Freeze và album tái phát hành The Chaos Chapter: Fight or Escape lần lượt vào ngày 31 tháng 5 và 17 tháng 8. Vào ngày 6 tháng 9 năm 2021, Big Hit Music thông báo rằng TXT sẽ phát hành đĩa mở rộng tiếng Nhật đầu tiên của họ vào ngày 10 tháng 11 năm 2021. Ban đầu, nghệ sĩ Nhật Bản trình diễn cho "0x1=Lovesong" không được tiết lộ. Bắt đầu từ ngày 22 tháng 10, Universal Music Japan đã hé lộ thông tin với một loạt manh mối thông qua Twitter. Nghệ sĩ được tiết lộ 5 ngày sau đó là Ikuta Lilas, còn được gọi là Ikura, giọng ca chính của bộ đôi nhạc kịch Nhật Bản Yoasobi.
Vào ngày 20 tháng 9, bài hát gốc tiếng Nhật cũng không được tiết lộ là "Ito", bởi vì nó được viết bởi bộ tứ giọng ca pop-rap nam người Nhật Greeeen. Bài hát xoay quanh những chủ đề về sự gắn bó, giống như hai con người mỗi người một nửa gặp nhau để làm nên một sợi dây. Nó xuất phát từ cảm xúc mà bạn có được khi hình thành một mối quan hệ sâu sắc với ai đó. Ito cũng là chủ đề mở đầu cho bộ phim truyền hình của TV Tokyo, Spiral Labyrinth – DNA Forensic Investigation (らせんの迷宮～DNA科学捜査 (Mê cung Xoắn ốc - Điều tra Pháp y DNA) Rasen no Meikyū – DNA Kagaku Sōsa) bắt đầu phát sóng vào ngày 15 tháng 10 năm 2021.

## Phát hành và quảng bá

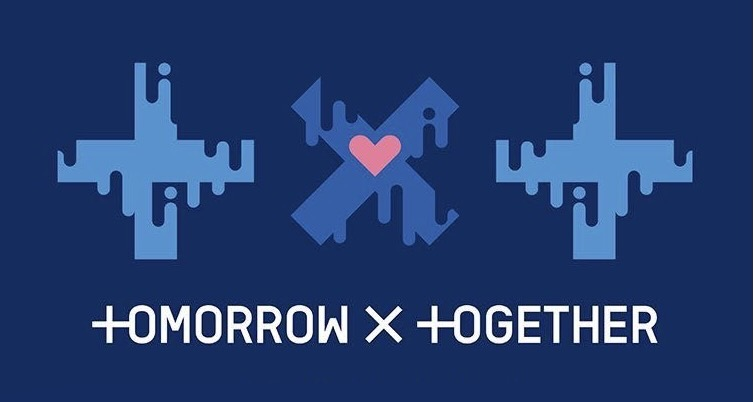
Logo được sửa đổi của ban nhạc được sử dụng cho các hoạt động quảng cáo

Vào tháng 9, có thông báo rằng TXT sẽ xuất hiện trong ấn bản tháng 12 năm 2021 của Numéro Tokyo, dự kiến phát hành vào ngày 28 tháng 10. Vào ngày 26 tháng 10, hai ngày trước khi phát hành, bìa trước đã được tiết lộ với một đoạn trích về cuộc phỏng vấn của họ. Nhóm cũng xuất hiện trên trang bìa trong số tháng 12 năm 2021 của "ar", phát hành vào ngày 12 tháng 11. Đây sẽ là lần đầu tiên của một nam nghệ sĩ hải ngoại xuất hiện trên trang bìa.
Vào ngày 3 tháng 11 năm 2021, sau khi phát hành TV cho Spiral Labyrinth, "Ito" đã được phát hành trước dưới dạng đĩa đơn kỹ thuật số có sẵn trên các nền tảng phát trực tuyến trên toàn thế giới.

## Danh sách bài hát
| Danh sách bài hát của Chaotic Wonderland | Danh sách bài hát của Chaotic Wonderland                                     | Danh sách bài hát của Chaotic Wonderland | Danh sách bài hát của Chaotic Wonderland                                 | Danh sách bài hát của Chaotic Wonderland |
| STT                                      | Nhan đề                                                                      | Sáng tác | Sản xuất                                                                 | Thời lượng                               |
| ---------------------------------------- | ---------------------------------------------------------------------------- | --- | ------------------------------------------------------------------------ | ---------------------------------------- |
| 1.                                       | "0X1=Lovesong (I Know I Love You)" (Japanese version; featuring Lilas Ikuta) | Slow Rabbit RM Derek "Mod Sun" Smith Andrew Migliore Melanie Joy Fontana "Hitman" Bang Danke Will Simms Gabriel Brandes Matt Thomson] Max Lynedoch Graham | Slow Rabbit                                                              | 3:25                                     |
| 2.                                       | "Ito"                                                                        | Greeeen | Alysa                                                                    | 4:03                                     |
| 3.                                       | "MOA Diary (Dubaddu Wari Wari)" (Japanese version)                           | Thomson Graham Gabriel Brandes Alex Karlsson Taehyun Big Hit Music James F Reynolds Beomgyu Soobin Yeonjun Huening Kai                                    | Arcades                                                                  | 3:08                                     |
| 4.                                       | "Magic"                                                                      | Olly Murs Sarah Blanchard Richard Boardman Pablo Bowman Anders Froen Aaron Hibell                                                                         | The Six Aaron Hibell Jenna Andrews [a] Rob Grimaldi [a] Stephen Kirk [a] | 2:39                                     |
| Tổng thời lượng:                         | Tổng thời lượng:                                                             | Tổng thời lượng: | Tổng thời lượng:                                                         | 13:15                                    |

| Chaotic Wonderland – Limited Edition A (Bonus DVD) | Chaotic Wonderland – Limited Edition A (Bonus DVD)                                         | Chaotic Wonderland – Limited Edition A (Bonus DVD) | Chaotic Wonderland – Limited Edition A (Bonus DVD) |
| STT                                                | Nhan đề                                                                                    | Đạo diễn                                           | Thời lượng                                         |
| -------------------------------------------------- | ------------------------------------------------------------------------------------------ | -------------------------------------------------- | -------------------------------------------------- |
| 1.                                                 | "0X1=Lovesong (I Know I Love You)" (Japanese version; Music Video & Making of Music Video) | Seong Won Mo, Moon Seok Ho (Digipedi)              |                                                    |

| Chaotic Wonderland – Limited Edition B (Bonus DVD) | Chaotic Wonderland – Limited Edition B (Bonus DVD) | Chaotic Wonderland – Limited Edition B (Bonus DVD) |
| STT                                                | Nhan đề                                            | Thời lượng                                         |
| -------------------------------------------------- | -------------------------------------------------- | -------------------------------------------------- |
| 1.                                                 | "Making of Jacket Photos"                          |                                                    |

Ghi chú
- ^[a]  biểu thị một nhà sản xuất giọng bổ sung.

## Nhân viên
Bản quyền chuyển thể từ Tidal và các ghi chú lót của Chaotic Wonderland.

### Nhạc sĩ
| - Tomorrow X Together – primary artist - Soobin – songwriting, backing vocals (track 3) - Yeonjun – backing vocals (tracks 1, 2), songwriting (track 3) - Beomgyu – songwriting (track 3) - Taehyun – backing vocals (tracks 1-3), songwriting (track 3) - Hueningkai – backing vocals (tracks 1, 3), songwriting (track 3) - Lilas Ikuta – featured artist (track 1) - Revin – songwriting (track 1), gang vocals (track 4) - Slow Rabbit – songwriting (tracks 1, 3-6, 9) - RM – songwriting (track 1) - Derek "Mod Sun" Smith – songwriting, backing vocals (track 1) - Andrew Migliore – songwriting (track 1) - Melanie Joy Fontana – songwriting, backing vocals (track 1) - "Hitman" Bang – songwriting (track 1) - Danke – songwriting (track 1) - Will Smiths – songwriting (track 1) - Gabriel Brandes – songwriting (tracks 1, 3), backing vocals (track 3) - Matt Thomson – songwriting (track 1) - Max Lynedoch Graham – songwriting (track 1) - No Love For The Middle Child – backing vocals (track 1) - Soma Genda – backing vocals (tracks 1-3) | - Kanata Okajima – Japanese lyrics (track 1) - Greeeen – songwriting (track 2) - William Segerdahl – backing vocals (track 2) - Matt Thomson – songwriting (track 3) - Max Lynedoch Graham – songwriting (track 3) - Alex Karlsson – songwriting (track 3) - Big Hit Music – songwriting (track 3) - James F Reynolds – songwriting (track 3) - Vendors (Kevin Leinster jr.) – backing vocals (track 3) - Hiromi – Japanese lyrics (track 3) - Olly Murs – songwriting (track 4) - Sarah Blanchard – songwriting (track 4) - Richard Boardman – songwriting (track 4) - Pablo Bowman – songwriting, backing vocals (track 4) - Anders Froen – songwriting (track 4) - Aaron Hibell – songwriting (track 4) - Jenna Andrews – backing vocals (track 4) - Stephen Kirk – backing vocals (track 4) |

### Nhạc cụ
| - Slow Rabbit – keyboard, synthesizer (track 1) - Aaron Sterling — live drum (track 1) - Young – guitar (track 1) - Andrew DeRoberts – guitar (track 1) - Alysa – keyboard, synthesizer (track 3) - Ricki Ejderkvist – guitar (track 3) | - Matt Thomson – keyboard, synthesizer, guitar (track 3) - Max Graham – keyboard, synthesizer, guitar (track 3) - James F Reynolds – keyboard (track 3) - Aaron Hibell – keyboard (track 4) - Richard Boardman – synthesizer (track 4) - Pablo Bowman – guitar (track 4) |

### Sản xuất
| - Slow Rabbit – production (track 1), vocal arrangement (all tracks) - Alysa – production (track 2) - Soma Genda – vocal arrangement (track 2) - Arcades – production (track 3) - Revin – vocal arrangement (track 3) - El Capitxn – vocal arrangement (track 3) | - The Six – production (track 4) - Aaron Hibell – production (track 4) - Jenna Andrews – vocal production (track 4) - Rob Grimaldi – vocal production (track 4) - Stephen Kirk – vocal production (track 4) |

### Kỹ thuật
| - Slow Rabbit – digital editing (tracks 1, 2), engineering (tracks 1-3) - Hiroya Takayama (Sony Music Studios Tokyo) – digital editing, engineering (track 1) - Aaron Sterling – engineering (tracks 1) - J.C. Powys – engineering assistance (tracks 1) - Young – engineering (tracks 1) - Michel "Lindgren" Schulz – engineering (track 1) - Adam Hawkins – mixing (track 1) - Chris Gehringer – mastering (all tracks) - Soma Genda – engineering, digital editing (track 2, 3) - Jeon Bu Yeon – engineering (track 2) | - D.O.I – mixing (track 2) - Revin – digital editing (track 3) - Son Yujeong – engineering (track 3) - El Capitxn – engineering (track 3) - Kim Hyun Soo – engineering (track 3) - Alex Karlsson – engineering (track 3) - Gabriel Brandes – engineering (track 3) - Yang Ga – mixing (track 3) - John Hanes – mixing (track 4) |

## Bảng xếp hạng
| Bảng xếp hạng (2021)                  | Thứ hạng |
| ------------------------------------- | -------- |
| Album Bỉ (Ultratop Wallonie)          | 83       |
| Album Nhật Bản (Oricon)               | 1        |
| Japanese Hot Albums (Billboard Japan) | 1        |
| Album Hoa Kỳ Billboard 200            | 177      |
| Album Hoa Kỳ World (Billboard)        | 4        |

| Bảng xếp hạng (2021)     | Thứ hạng |
| ------------------------ | -------- |
| Japanese Albums (Oricon) | 2        |

| Bảng xếp hạng (2021)                  | Thứ hạng |
| ------------------------------------- | -------- |
| Japanese Albums (Oricon)              | 18       |
| Japanese Hot Albums (Billboard Japan) | 19       |

## Chứng nhận và bán hàng
| Quốc gia        | Chứng nhận | Số đơn vị/doanh số chứng nhận |
| --------------- | ---------- | ----------------------------- |
| Nhật Bản (RIAJ) | Bạch kim   | 186,181                       |

## Lịch sử phát hành
| Khu vực  | Ngày                 | Hãng đĩa                         | Định dạng                            | Mục lục     | Ref.          |
| -------- | -------------------- | -------------------------------- | ------------------------------------ | ----------- | ------------- |
| Toàn cầu | 10 tháng 11 năm 2021 | Big Hit Universal Japan Republic | Tải kỹ thuật số phát trực tuyến      | —           | [ 31 ] [ 32 ] |
| Nhật Bản | 10 tháng 11 năm 2021 | Universal Japan                  | CD + DVD                             | TYCT-69216  | [ 1 ]         |
| Nhật Bản | 10 tháng 11 năm 2021 | Universal Japan                  | CD + DVD                             | TYCT-69217  | [ 33 ]        |
| Nhật Bản | 10 tháng 11 năm 2021 | Universal Japan                  | CD                                   | TYCT-69218  | [ 34 ]        |
| Nhật Bản | 10 tháng 11 năm 2021 | Universal Japan                  | CD (Weverse shop Japan độc quyền)    | PROV-1016   | [ 35 ]        |
| Nhật Bản | 10 tháng 11 năm 2021 | Universal Japan                  | CD (Universal Music Store độc quyền) | PDCV-1140   | [ 3 ]         |
| Hoa Kỳ   | 3 tháng 12 năm 2021  | UME                              | CD + DVD                             | TYCT-69216K | [ 36 ]        |
| Hoa Kỳ   | 3 tháng 12 năm 2021  | UME                              | CD + DVD                             | TYCT-69217K | [ 37 ]        |
| Hoa Kỳ   | 3 tháng 12 năm 2021  | UME                              | CD                                   | TYCT-69218K | [ 38 ]        |